# Женщина с лютней
«Женщина с лютней», или «Женщина с лютней у окна» — картина Яна Вермеера, созданная в 1662—1663 годах. В настоящее время картина находится в собрании Метрополитен-музея в Нью-Йорке, куда была передана в дар в 1925 году по завещанию американского промышленного деятеля Коллиса Поттера Хантингтона спустя 25 лет после его смерти.
На картине изображена молодая женщина в жакете с отделкой из горностая и огромными жемчужными серёжками. Героиня, настраивающая лютню, нетерпеливо смотрит в окно, скорее всего, в ожидании посетителя мужского пола, который должен сыграть с ней дуэтом. Можно также предположить, что женщина, наоборот, провожает посетителя взглядом: на переднем плане на полу изображён музыкальный инструмент виола да гамба (мужской инструмент), на столе и на полу — многочисленные песенники; исходя из этого можно предположить, что дуэт уже состоялся. В те времена богатые молодые люди часто изучали музыку, а совместные любительские концерты служили также местом и поводом для флирта. При этом процесс настройки лютни считался тогда символом достоинства и воздержания. Холст для картины скорее всего вырезан из того же полотна, что и для картины «Дама, пишущая письмо, со своей служанкой».
Эта картина была создана на середине творческого пути Вермеера, когда он постепенно осваивал изображение архитектурного пространства. В его ранних работах, посвящённых библейским или мифологическим сюжетам, громоздкие фигуры людей наталкиваются на плоскость картины, и кажется, что они склоняются к зрителю. Позже, в жанровых работах, Вермеер разработал композицию, основанную на фигуре человека по пояс, находящуюся за столом, выступающим из нижнего левого угла. Спад стула и стола в перспективе представляет собой своеобразный мост вглубь картины, инициирующий диагональное движение взгляда по холсту и сосредоточение внимания на фигуре женщины. По всей вероятности, «Женщина с лютней» была написана вскоре после картины «Молодая женщина с кувшином воды», оба произведения имеют схожую композицию с фигурой женщины, находящейся посреди прямоугольных предметов. Однако «Женщина с лютней» имеет более приглушённую цветовую палитру и отражает изменения, произошедшие в манере Вермеера с середины до конца 1660-х годов. В это время художник начал использовать светотень и мягкие контуры для создания более камерной и интимной атмосферы. Эффект перспективы и пространственного отдаления предметов со временем мог стать хуже виден из-за старения и потемнения красок и истирания поверхности картины.